# Salomé Ureña
Salomé Ureña Díaz de Henríquez  (21 de octubre de 1850 - 6 de marzo de 1897) fue una poetisa y educadora dominicana, siendo una de las figuras centrales de la poesía lírica del siglo XIX e innovadora en la educación de las mujeres en su país, influenciada por la escuela positivista y la educación normalista de Eugenio María de Hostos, de quién fue alumna aventajada. 
Aunque de obra no muy extensa, logró llamar la atención de gran parte de Latinoamérica por la profundidad de sus obras. Entre sus trabajos más notables se encuentran: Ofrenda a la Patria, El ave y el nido, Sombras, A mi madre, entre otras.

## Biografía
Nació en Santo Domingo, el 21 de octubre de 1850. Fue hija del abogado, también escritor Nicolás Ureña Mendoza y Gregoria Díaz de León, quienes, junto a su abuela y tías maternas, dieron a su hija sus primeras lecciones educativas. A temprana edad, entró en contacto con la literatura. Su padre le enseñó las obras clásicas de autores españoles y franceses que ayudaron a la joven Salomé a desarrollar su propia carrera y el arte de la declamación junto a su hermana Manuela, recitando en español, francés, inglés y latín.
A los 15 años de edad comenzó a escribir versos, publicando posteriormente sus primeras obras a la edad de 17 años, con una huella característica de espontaneidad y ternura. En 1867 publicó sus primeras obras bajo el seudónimo de «Herminia», nombre que usó hasta 1874. 
Con el paso del tiempo, su obra se tornó trágica y triste con poemas como En horas de angustia; o patriótica y con energía como se aprecia en sus poemas A la Patria y Ruinas. En años posteriores, incluyó en sus poesías temas autobiográficos, como se puede ver en Mi Pedro, dedicada a su hijo. Tal vez su poema más cariñoso, en La llegada  del invierno y un libro que se hizo muy popular llamado Esteban, en donde habla de su país, su familia, las plantas y flores. 
Ureña murió de tuberculosis a la edad de 46 años, siendo enterrada en la iglesia de Nuestra Señora de las Mercedes y trasladada en 1972 al Panteón de la Patria.

## Vida personal
El 11 de febrero de 1880, a la edad de veintinueve años, se casó con el doctor y escritor Francisco Henríquez y Carvajal, político que alcanzó la presidencia de la República Dominicana. Tuvo cuatro hijos con él: Francisco, Pedro, Max y Camila. Sus hijos más tarde se convertirían en figuras altamente respetadas de la literatura contemporánea de mediados y finales del siglo XX como escritores, filósofos, poetas, humanistas y críticos de arte.

## Muerte y legado
Murió debido a complicaciones de tuberculosis en 1897, a la edad de 46 años. Fue enterrada en la iglesia de Nuestra Señora de las Mercedes y trasladada en 1972 al Panteón de la Patria. Es considerada por muchos como la mejor escritora de la República Dominicana. El 21 de octubre fue declarado «Día del Poeta» en su honor.

## Obras

### Obra poética
Sus obras poéticas, cerca de sesenta composiciones, incluyen la épica y la lírica.
- 1873 - La gloria del progreso
- 1876 - Ruinas
- 1877 - La llegada del invierno
- 1878 - La fe en el porvenir
- 1880 - Anacaona
- 1880 - Poesía de Salomé Ureña de Henríquez
- 1881 - Sombras
- 1897 - Mi Pedro
- 1897 - Herminia”

### Otras obras
- [1] A la Patria
- [2] A mi madre
- [3] A Quisqueya
- [4]Amor y anhelo
- Angustias
- Caridad
- El ave y el nido
- El cantar de mis cantares
- En defensa de la sociedad
- En el nacimiento de mi primogénito
- Impresiones
- Las horas de angustias
- Luz
- Melancolía
- Mi ofrenda a la Patria
- ¡Padre mío!
- Quejas
- Sueños
- Locuras
- Una esperanza
- Pobre niño
- Tristeza

## Ancestros
|  |                                                        |  |  |  |  |  |  |  |  |  |  |  |  |  |  |  |
|  | 16. Juan Ureña                                         |  |  |  |  |  |  |  |  |  |  |  |  |  |  |  |
|  |                                                        |  |  |  |  |  |  |  |  |  |  |  |  |  |  |  |
|  |                                                        |  |  |  |  |  |  |  |  |  |  |  |  |  |  |  |
|  | 8. Carlos Ureña Jiménez (?–1786)                       |  |  |  |  |  |  |  |  |  |  |  |  |  |  |  |
|  |                                                        |  |  |  |  |  |  |  |  |  |  |  |  |  |  |  |
|  |                                                        |  |  |  |  |  |  |  |  |  |  |  |  |  |  |  |
|  | 17. María Manuela Jiménez                              |  |  |  |  |  |  |  |  |  |  |  |  |  |  |  |
|  |                                                        |  |  |  |  |  |  |  |  |  |  |  |  |  |  |  |
|  |                                                        |  |  |  |  |  |  |  |  |  |  |  |  |  |  |  |
|  | 4. Francisco Ureña Mañón (1784–?)                      |  |  |  |  |  |  |  |  |  |  |  |  |  |  |  |
|  |                                                        |  |  |  |  |  |  |  |  |  |  |  |  |  |  |  |
|  |                                                        |  |  |  |  |  |  |  |  |  |  |  |  |  |  |  |
|  | 9. Catalina Mañón (hermana de Josefina Mañón [#27])    |  |  |  |  |  |  |  |  |  |  |  |  |  |  |  |
|  |                                                        |  |  |  |  |  |  |  |  |  |  |  |  |  |  |  |
|  |                                                        |  |  |  |  |  |  |  |  |  |  |  |  |  |  |  |
|  | 2. Nicolás Ureña de Mendoza (1822–1875)                |  |  |  |  |  |  |  |  |  |  |  |  |  |  |  |
|  |                                                        |  |  |  |  |  |  |  |  |  |  |  |  |  |  |  |
|  |                                                        |  |  |  |  |  |  |  |  |  |  |  |  |  |  |  |
|  | 10. José Valerio de Mendoza                            |  |  |  |  |  |  |  |  |  |  |  |  |  |  |  |
|  |                                                        |  |  |  |  |  |  |  |  |  |  |  |  |  |  |  |
|  |                                                        |  |  |  |  |  |  |  |  |  |  |  |  |  |  |  |
|  | 5. Ramona de Mendoza                                   |  |  |  |  |  |  |  |  |  |  |  |  |  |  |  |
|  |                                                        |  |  |  |  |  |  |  |  |  |  |  |  |  |  |  |
|  |                                                        |  |  |  |  |  |  |  |  |  |  |  |  |  |  |  |
|  | 1. Salomé Ureña Díaz (1850–1897)                       |  |  |  |  |  |  |  |  |  |  |  |  |  |  |  |
|  |                                                        |  |  |  |  |  |  |  |  |  |  |  |  |  |  |  |
|  |                                                        |  |  |  |  |  |  |  |  |  |  |  |  |  |  |  |
|  | 24. Gaspar Díaz                                        |  |  |  |  |  |  |  |  |  |  |  |  |  |  |  |
|  |                                                        |  |  |  |  |  |  |  |  |  |  |  |  |  |  |  |
|  |                                                        |  |  |  |  |  |  |  |  |  |  |  |  |  |  |  |
|  | 12. Ignacio Díaz de la Sota (1757–1827)                |  |  |  |  |  |  |  |  |  |  |  |  |  |  |  |
|  |                                                        |  |  |  |  |  |  |  |  |  |  |  |  |  |  |  |
|  |                                                        |  |  |  |  |  |  |  |  |  |  |  |  |  |  |  |
|  | 25. Juana Evangelista de la Sota (?–1783)              |  |  |  |  |  |  |  |  |  |  |  |  |  |  |  |
|  |                                                        |  |  |  |  |  |  |  |  |  |  |  |  |  |  |  |
|  |                                                        |  |  |  |  |  |  |  |  |  |  |  |  |  |  |  |
|  | 6. Pedro Díaz de Castro                                |  |  |  |  |  |  |  |  |  |  |  |  |  |  |  |
|  |                                                        |  |  |  |  |  |  |  |  |  |  |  |  |  |  |  |
|  |                                                        |  |  |  |  |  |  |  |  |  |  |  |  |  |  |  |
|  | 26. José de Castro (1775–?)                            |  |  |  |  |  |  |  |  |  |  |  |  |  |  |  |
|  |                                                        |  |  |  |  |  |  |  |  |  |  |  |  |  |  |  |
|  |                                                        |  |  |  |  |  |  |  |  |  |  |  |  |  |  |  |
|  | 13. Teresa de Castro Mañón                             |  |  |  |  |  |  |  |  |  |  |  |  |  |  |  |
|  |                                                        |  |  |  |  |  |  |  |  |  |  |  |  |  |  |  |
|  |                                                        |  |  |  |  |  |  |  |  |  |  |  |  |  |  |  |
|  | 27. Josefina Mañón (hermana de Catalina Mañón [#9])    |  |  |  |  |  |  |  |  |  |  |  |  |  |  |  |
|  |                                                        |  |  |  |  |  |  |  |  |  |  |  |  |  |  |  |
|  |                                                        |  |  |  |  |  |  |  |  |  |  |  |  |  |  |  |
|  | 3. Gregoria Díaz de León (1819–1914)                   |  |  |  |  |  |  |  |  |  |  |  |  |  |  |  |
|  |                                                        |  |  |  |  |  |  |  |  |  |  |  |  |  |  |  |
|  |                                                        |  |  |  |  |  |  |  |  |  |  |  |  |  |  |  |
|  | 14. Domingo de León y Fajardo                          |  |  |  |  |  |  |  |  |  |  |  |  |  |  |  |
|  |                                                        |  |  |  |  |  |  |  |  |  |  |  |  |  |  |  |
|  |                                                        |  |  |  |  |  |  |  |  |  |  |  |  |  |  |  |
|  | 29. Teresa Fajardo                                     |  |  |  |  |  |  |  |  |  |  |  |  |  |  |  |
|  |                                                        |  |  |  |  |  |  |  |  |  |  |  |  |  |  |  |
|  |                                                        |  |  |  |  |  |  |  |  |  |  |  |  |  |  |  |
|  | 7. Teresa de León y la Concha                          |  |  |  |  |  |  |  |  |  |  |  |  |  |  |  |
|  |                                                        |  |  |  |  |  |  |  |  |  |  |  |  |  |  |  |
|  |                                                        |  |  |  |  |  |  |  |  |  |  |  |  |  |  |  |
|  | 15. María Florentina de la Concha y Hurtado de Mendoza |  |  |  |  |  |  |  |  |  |  |  |  |  |  |  |
|  |                                                        |  |  |  |  |  |  |  |  |  |  |  |  |  |  |  |
|  |                                                        |  |  |  |  |  |  |  |  |  |  |  |  |  |  |  |